# Acapulco Shore (temporada 8): La familia de regreso en Acapulco
La octava temporada de Acapulco Shore, un programa de televisión mexicano con sede en  Acapulco, México, transmitido por MTV Latinoamérica. Fue filmada en febrero de 2021 en medio de la pandemia de COVID-19, y se estrenó el 27 de abril de 2021. Incluye por primera vez a nueve nuevos miembros del reparto: Alba Zepeda, Beni Falcón, Charlotte Caniggia, Diego Garciasela de El Mundo Real, versión mexicana de la franquicia de Real World, Eduardo Schobert, Jacky Ramírez quién participó en el programa de citas mexicano, Enamorándonos, Jaylin Castellanos y Mathues Crivella de la cuarta y sexta temporada de Vacaciones con los Ex Brasil, además de acreditar a Isabel Castro como miembro principal. Aarón Albores se unió al reparto al igual que el anterior recurrente Ramiro Giménez.  
Cuenta con el episodio 100 del programa. Se estrenó el 6 de junio en MTV Brasil y el 25 de junio en MTV España. Durante la rueda de prensa del programa, la producción dio a conocer que la temporada contaría con doce episodios, número que fue elevado a 15 debido al éxito de audiencia.
Es la primera temporada en contar con un miembro del reparto femenino abiertamente LGBT.  Diana Chiquete se incorporó al programa como miembro recurrente, Albores fue retirado en dos oportunidades por la producción, durante el segundo episodio luego de mostrar una conducta agresiva, y en el séptimo episodio luego de amenazar de muerte a otro miembro del reparto. Esta fue la última temporada en presentar a Jibranne Bazán e Ignacia Michelson como miembros principales.

## Reparto
Principal:
A continuación los miembros de reparto y su descripción:
- Alba Zepeda - "Lechuga pero no de cualquier ensalada".
- Beni Falcón - "Si vas a vibrar, que sea conmigo".
- Charlotte Caniggia. - "¿Donde queda Acapulco?".
- Diego Garciasela - "Güey el after se puso raro y amanecí aquí".
- Eduardo "Chile" Miranda - (Sonidos extraños).
- Eduardo "Eddie" Schobert - "Ay noma' pa' lo' quequi".
- Fernanda "Fer" Moreno - "Ya llegó su bella, pinches bestias".
- Ignacia "Nacha" Michelson - "Muñequita de todos, juguetito de nadie".
- Isabel "Isa" Castro - "Y su lunch favorito está de regreso".
- Jacky Ramírez - "No necesitas corona, cuando eres una diosa".
- Jaylin Castellanos - "Ya llegó el rostro más caro de Guadalajara".
- Jibranne "Jey" Bazán - "Me mama la vida nocturna".
- Karime Pindter - "Soy la Matrioshka y vengo a buscar a mi Rasputín".
- Matheus "Novinho" Crivella - "É... Posso falar português?".

Recurrente:
A continuación los miembros del reparto no acreditados como principales:
- Aarón "Capitán" Albores.
- Diana Chiquete.
- Ramiro Giménez.

### Duración del Reparto
| Nombre    | Episodios | Episodios | Episodios | Episodios | Episodios | Episodios | Episodios | Episodios | Episodios | Episodios | Episodios | Episodios | Episodios | Episodios | Episodios |
| Nombre    | 1         | 2         | 3         | 4         | 5         | 6         | 7         | 8         | 9         | 10        | 11        | 12        | 13        | 14        | 15        |
| Alba      |           |           |           |           |           |           |           |           |           |           |           |           |           |           |           |
| Beni      |           |           |           |           |           |           |           |           |           |           |           |           |           |           |           |
| Capitán   |           |           |           |           |           |           |           |           |           |           |           |           |           |           |           |
| Chile     |           |           |           |           |           |           |           |           |           |           |           |           |           |           |           |
| Nacha     |           |           |           |           |           |           |           |           |           |           |           |           |           |           |           |
| Diego     |           |           |           |           |           |           |           |           |           |           |           |           |           |           |           |
| Fer       |           |           |           |           |           |           |           |           |           |           |           |           |           |           |           |
| Isa       |           |           |           |           |           |           |           |           |           |           |           |           |           |           |           |
| Jacky     |           |           |           |           |           |           |           |           |           |           |           |           |           |           |           |
| Jaylin    |           |           |           |           |           |           |           |           |           |           |           |           |           |           |           |
| Jey       |           |           |           |           |           |           |           |           |           |           |           |           |           |           |           |
| Karime    |           |           |           |           |           |           |           |           |           |           |           |           |           |           |           |
| Ramiro    |           |           |           |           |           |           |           |           |           |           |           |           |           |           |           |
| Eddie     |           |           |           |           |           |           |           |           |           |           |           |           |           |           |           |
| Diana     |           |           |           |           |           |           |           |           |           |           |           |           |           |           |           |
| Matheus   |           |           |           |           |           |           |           |           |           |           |           |           |           |           |           |
| Charlotte |           |           |           |           |           |           |           |           |           |           |           |           |           |           |           |
| --------- | --------- | --------- | --------- | --------- | --------- | --------- | --------- | --------- | --------- | --------- | --------- | --------- | --------- | --------- | --------- |

## Actuaciones musicales
| Fecha               | Artista       | Episodio    | Ref.   |
| ------------------- | ------------- | ----------- | ------ |
| 6 de julio de 2021  | Ghetto Kids   | Episodio 11 | [ 13 ] |
| 13 de julio de 2021 | Justin Quiles | Episodio 12 | [ 14 ] |

## Episodios
| N.º (total) | N.º (temp.) | Título                     | Estreno en Latinoamérica |
| ----------- | ----------- | -------------------------- | ------------------------ |
| 96          | 1           | «Comienzan las Vacaciones» | 27 de abril de 2021      |
| 97          | 2           | «La Fiesta Eterna»         | 4 de mayo de 2021        |
| 98          | 3           | «Una Noche de Pasión»      | 11 de mayo de 2021       |
| 99          | 4           | «Mujeres al Ataque»        | 18 de mayo de 2021       |
| 100         | 5           | «Comienza La Pelea»        | 25 de mayo de 2021       |
| 101         | 6           | «La Crisis del Team Tendo» | 1 de junio de 2021       |
| 102         | 7           | «La Fiesta de XV»          | 8 de junio de 2021       |
| 103         | 8           | «La Casa está que Arde»    | 15 de junio de 2021      |
| 104         | 9           | «El Pride Shore»           | 22 de junio de 2021      |
| 105         | 10          | «Bienvenida y despedida»   | 29 de junio de 2021      |
| 106         | 11          | «Fiesta Brasileña»         | 6 de julio de 2021       |
| 107         | 12          | «El Juicio»                | 13 de julio de 2021      |
| 108         | 13          | «La Expulsión»             | 20 de julio de 2021      |
| 109         | 14          | «Invitadas Sorpresa»       | 27 de julio de 2021      |
| 110         | 15          | «La Fiesta Final»          | 3 de agosto de 2021      |

## Impacto de la pandemia de COVID-19
El rodaje de la temporada iniciaría originalmente el 13 de febrero de 2021 pero no fue posible gracias a complicaciones relacionadas con la pandemia por COVID-19. Finalmente fue grabada en Acapulco de Juárez entre el 26 de febrero y el 20 de marzo de 2021 en medio de la pandemia de COVID-19 en México, donde se tomaron precauciones para garantizar la seguridad del elenco y la producción. Tanto el elenco como el equipo de producción fueron sometidos a pruebas de COVID-19 luego de estar dos semanas bajo cuarentena antes del rodaje. A lo largo de las grabaciones la producción usó EPI y se mantuvo a 2 metros de distancia de los miembros del elenco. La situación sanitaria impidió que las grabaciones se desarrollasen normalmente, evitando que el elenco se dirigiese a lugares locales seleccionados por producción. En cambio se sustituyeron los espacios públicos por una mansión que contó con un club, un restaurante y un muelle.